# 호질 (소설)
《호질》(虎叱)은 박지원의 《열하일기》에 등장하는 짧은 소설이다. 고리타분하고 성생활이 문란한 조선 후기 양반을 풍자하는 글로, 《호질》을 소개하는 박지원의 글에 따르면, 어느 집 벽에 쓰여 있는 글을 그대로 옮겨왔다고 한다. 

## 줄거리
주인공 중 한 사람인 북곽(北郭) 선생은 대학자로서 존경을 한 몸에 받지만 실은 타락하고 위선적인 양반이며, 다른 한 명인 동리자(東里子)는 열녀로 추앙받지만, 실은 문란한 성생활로 서로 아버지가 다른 아이들을 둔 과부이다. 이 두 사람이 어느 날 동리자의 집에서 밀회를 즐기다가 동리자의 아들들에게 발각되어 북곽선생이 줄행랑을 쳤는데, 퇴비를 만들려고 모아둔 똥무더기에 빠지고, 마침 지나가던 호랑이에게 혼쭐이 난다.

## 등장인물

### 북곽
북곽 선생은 박지원의 소설 《호질》에 등장하는 인물이며, 전국 시대 제나라 사람으로 알려져 있다. 
산중에 밤이 들자 대호(大虎)가 부하들을 소집하고 저녁거리를 의논하고 마을로 내려올 때, 정지읍에 사는 도학 높은 북곽 선생이 이웃의 동리자라는 청상 과부 집에서 밀회하고 있었다. 이 광경을 보고 동리자와 아들 다섯이 고명한 선생이 그럴 리가 없고 여우가 둔갑한 것이라 하여 몽둥이를 들고 들어갔다. 
그래서 북곽 선생은 아이들에게 여우로 몰려 곤욕을 당하고, 다시 똥구덩이에 빠졌다가 호랑이에게 질책을 당한다. 선생이 겨우 나와 보니 대호 한 마리가 입을 벌리고 있어 목숨을 비니, 대호는 선생의 위선적인 생활을 크게 꾸짖고 가 버렸다. 
마지막으로 북곽 선생은 새벽에 만난 농부 앞에서 또 위선적인 행동을 한다. 날이 샌 후 농부들이 그를 발견하고 수근거리며 놀라 물으니, 그 때야 고개를 들고 호랑이가 가 버린 줄 알고 달아나 버렸다.

### 동리자
동리자는 겉으로는 절의를 잘 지키는 부인이었으며, 마을 사람들 사이에서는 유교 사상에서 높은 가치로 생각하는 '정조를 잘 지키는 여성상'을 나타낸다. 그러나 속내를 들여다보면, 자손들 중 성이 다른 아들들이 줄줄이 있었으며 이는 부계 사회 상 남성의 성을 따라가는 제도와 연관지여 생각한다면 동리자는 여러 남자들과 간통을 했다고 볼 수 있다.

## 같이 보기
- 《양반전》
- 《허생전》
- 열하일기